# Lista di asteroidi (653001-654000)
Di seguito una lista di asteroidi dal numero 653001  al 654000 con data di scoperta e scopritore.

## 653001–653100
| Nome   | Designazione provvisoria | Data di scoperta  | Scopritore                              |
| ------ | ------------------------ | ----------------- | --------------------------------------- |
| 653001 | 2014 HP110               | 4 marzo 2005      | Osservatorio Jarnac                     |
| 653002 | 2014 HZ111               | 24 settembre 2011 | Pan-STARRS                              |
| 653003 | 2014 HP112               | 23 aprile 2014    | CTIO-DECam                              |
| 653004 | 2014 HV119               | 23 aprile 2014    | CTIO-DECam                              |
| 653005 | 2014 HJ120               | 23 settembre 2008 | Mount Lemmon Survey                     |
| 653006 | 2014 HS120               | 23 aprile 2014    | CTIO-DECam                              |
| 653007 | 2014 HD121               | 23 settembre 2005 | Spacewatch                              |
| 653008 | 2014 HU123               | 24 aprile 2014    | Pan-STARRS                              |
| 653009 | 2014 HL124               | 26 aprile 2014    | Mount Lemmon Survey                     |
| 653010 | 2014 HX125               | 14 maggio 2005    | Mount Lemmon Survey                     |
| 653011 | 2014 HY126               | 23 dicembre 2012  | Pan-STARRS                              |
| 653012 | 2014 HN129               | 28 aprile 2014    | Mount Lemmon Survey                     |
| 653013 | 2014 HH132               | 28 aprile 2014    | Mount Lemmon Survey                     |
| 653014 | 2014 HW133               | 1 ottobre 2005    | Mount Lemmon Survey                     |
| 653015 | 2014 HY133               | 23 aprile 2014    | CTIO-DECam                              |
| 653016 | 2014 HZ134               | 5 aprile 2014     | Pan-STARRS                              |
| 653017 | 2014 HS136               | 17 settembre 2001 | Spacewatch                              |
| 653018 | 2014 HM137               | 12 dicembre 2012  | Spacewatch                              |
| 653019 | 2014 HW137               | 10 settembre 2007 | Mount Lemmon Survey                     |
| 653020 | 2014 HS138               | 23 settembre 2011 | Pan-STARRS                              |
| 653021 | 2014 HQ139               | 5 aprile 2014     | Pan-STARRS                              |
| 653022 | 2014 HH144               | 26 marzo 2009     | Mount Lemmon Survey                     |
| 653023 | 2014 HL144               | 2 ottobre 2006    | Mount Lemmon Survey                     |
| 653024 | 2014 HV144               | 28 aprile 2003    | Spacewatch                              |
| 653025 | 2014 HM145               | 24 marzo 2014     | Pan-STARRS                              |
| 653026 | 2014 HZ145               | 9 ottobre 2007    | Mount Lemmon Survey                     |
| 653027 | 2014 HO146               | 21 febbraio 2007  | Mount Lemmon Survey                     |
| 653028 | 2014 HW147               | 5 luglio 2005     | NEAT                                    |
| 653029 | 2014 HG148               | 10 marzo 2014     | Spacewatch                              |
| 653030 | 2014 HL149               | 23 aprile 2014    | CTIO-DECam                              |
| 653031 | 2014 HA151               | 14 febbraio 2008  | CSS                                     |
| 653032 | 2014 HU151               | 20 aprile 2007    | Mount Lemmon Survey                     |
| 653033 | 2014 HQ152               | 12 ottobre 2007   | Mount Lemmon Survey                     |
| 653034 | 2014 HF154               | 6 aprile 2003     | Cerro Tololo Obs.                       |
| 653035 | 2014 HL154               | 11 marzo 2008     | Mount Lemmon Survey                     |
| 653036 | 2014 HO155               | 17 dicembre 2003  | Spacewatch                              |
| 653037 | 2014 HS157               | 24 aprile 2014    | Mount Lemmon Survey                     |
| 653038 | 2014 HJ158               | 1 settembre 2005  | Spacewatch                              |
| 653039 | 2014 HY159               | 24 settembre 2011 | Pan-STARRS                              |
| 653040 | 2014 HV160               | 28 marzo 2014     | Mount Lemmon Survey                     |
| 653041 | 2014 HW163               | 30 ottobre 2002   | NEAT                                    |
| 653042 | 2014 HD165               | 1 aprile 2003     | SDSS Collaboration                      |
| 653043 | 2014 HG169               | 1 novembre 2002   | Osservatorio del Roque de los Muchachos |
| 653044 | 2014 HS169               | 7 aprile 2014     | Mount Lemmon Survey                     |
| 653045 | 2014 HU170               | 25 ottobre 2011   | Pan-STARRS                              |
| 653046 | 2014 HY170               | 9 aprile 2010     | Mount Lemmon Survey                     |
| 653047 | 2014 HG175               | 11 ottobre 2012   | Pan-STARRS                              |
| 653048 | 2014 HG179               | 28 aprile 2014    | Spacewatch                              |
| 653049 | 2014 HS180               | 20 agosto 2004    | Spacewatch                              |
| 653050 | 2014 HZ180               | 11 aprile 2003    | Spacewatch                              |
| 653051 | 2014 HO187               | 10 ottobre 2012   | CSS                                     |
| 653052 | 2014 HG188               | 28 febbraio 2014  | Pan-STARRS                              |
| 653053 | 2014 HS188               | 3 marzo 2005      | CSS                                     |
| 653054 | 2014 HM190               | 5 aprile 2008     | Mount Lemmon Survey                     |
| 653055 | 2014 HG191               | 19 marzo 2007     | Mount Lemmon Survey                     |
| 653056 | 2014 HM200               | 29 aprile 2014    | ESA OGS                                 |
| 653057 | 2014 HM202               | 23 aprile 2014    | Mount Lemmon Survey                     |
| 653058 | 2014 HO202               | 1 maggio 2014     | Mount Lemmon Survey                     |
| 653059 | 2014 HB205               | 24 aprile 2014    | Pan-STARRS                              |
| 653060 | 2014 HJ211               | 26 febbraio 2014  | Pan-STARRS                              |
| 653061 | 2014 HL212               | 25 aprile 2014    | Mount Lemmon Survey                     |
| 653062 | 2014 HX220               | 23 aprile 2014    | Pan-STARRS                              |
| 653063 | 2014 HZ223               | 29 aprile 2014    | Pan-STARRS                              |
| 653064 | 2014 HD224               | 30 aprile 2014    | Pan-STARRS                              |
| 653065 | 2014 HW225               | 29 aprile 2014    | Pan-STARRS                              |
| 653066 | 2014 HD226               | 29 aprile 2014    | Pan-STARRS                              |
| 653067 | 2014 HG227               | 15 marzo 2007     | Spacewatch                              |
| 653068 | 2014 HF229               | 20 aprile 2014    | Mount Lemmon Survey                     |
| 653069 | 2014 HX229               | 30 aprile 2014    | Pan-STARRS                              |
| 653070 | 2014 HE232               | 30 aprile 2014    | Pan-STARRS                              |
| 653071 | 2014 HN232               | 25 ottobre 2011   | Pan-STARRS                              |
| 653072 | 2014 HR233               | 30 aprile 2014    | Pan-STARRS                              |
| 653073 | 2014 HV233               | 30 aprile 2014    | Pan-STARRS                              |
| 653074 | 2014 HH234               | 30 aprile 2014    | Pan-STARRS                              |
| 653075 | 2014 HC242               | 7 agosto 2016     | Pan-STARRS                              |
| 653076 | 2014 HH301               | 4 ottobre 2011    | K. Sárneczky                            |
| 653077 | 2014 HW303               | 18 settembre 2010 | Mount Lemmon Survey                     |
| 653078 | 2014 HP304               | 26 settembre 2016 | Pan-STARRS                              |
| 653079 | 2014 HH306               | 23 aprile 2014    | CTIO-DECam                              |
| 653080 | 2014 HK308               | 24 ottobre 2011   | Pan-STARRS                              |
| 653081 | 2014 JB                  | 7 marzo 2003      | Saint-Véran Obs.                        |
| 653082 | 2014 JE4                 | 5 aprile 2014     | Pan-STARRS                              |
| 653083 | 2014 JJ13                | 14 marzo 2010     | Mount Lemmon Survey                     |
| 653084 | 2014 JN13                | 3 maggio 2014     | Mount Lemmon Survey                     |
| 653085 | 2014 JM15                | 5 maggio 2014     | CSS                                     |
| 653086 | 2014 JO15                | 3 maggio 2014     | Mount Lemmon Survey                     |
| 653087 | 2014 JP15                | 18 ottobre 2007   | Mount Lemmon Survey                     |
| 653088 | 2014 JP17                | 19 novembre 2003  | Spacewatch                              |
| 653089 | 2014 JF19                | 24 aprile 2014    | Mount Lemmon Survey                     |
| 653090 | 2014 JN19                | 4 aprile 2014     | Pan-STARRS                              |
| 653091 | 2014 JF22                | 4 maggio 2014     | Pan-STARRS                              |
| 653092 | 2014 JE25                | 8 aprile 2014     | Pan-STARRS                              |
| 653093 | 2014 JX28                | 10 gennaio 2013   | Pan-STARRS                              |
| 653094 | 2014 JL31                | 26 agosto 2011    | Spacewatch                              |
| 653095 | 2014 JD32                | 28 febbraio 2014  | Pan-STARRS                              |
| 653096 | 2014 JN33                | 14 gennaio 2002   | NEAT                                    |
| 653097 | 2014 JD34                | 23 marzo 2003     | SDSS Collaboration                      |
| 653098 | 2014 JD35                | 1 maggio 2009     | Mount Lemmon Survey                     |
| 653099 | 2014 JN37                | 31 marzo 2008     | Spacewatch                              |
| 653100 | 2014 JU37                | 2 settembre 2010  | Mount Lemmon Survey                     |

## 653101–653200
| Nome   | Designazione provvisoria | Data di scoperta  | Scopritore                              |
| ------ | ------------------------ | ----------------- | --------------------------------------- |
| 653101 | 2014 JK38                | 30 maggio 2006    | Mount Lemmon Survey                     |
| 653102 | 2014 JZ41                | 1 dicembre 2006   | Mount Lemmon Survey                     |
| 653103 | 2014 JL44                | 23 aprile 2014    | CTIO-DECam                              |
| 653104 | 2014 JO45                | 23 marzo 2014     | Spacewatch                              |
| 653105 | 2014 JW46                | 3 febbraio 2013   | Pan-STARRS                              |
| 653106 | 2014 JZ47                | 18 novembre 2011  | Mount Lemmon Survey                     |
| 653107 | 2014 JK49                | 28 febbraio 2009  | Mount Lemmon Survey                     |
| 653108 | 2014 JX50                | 18 marzo 2010     | Mount Lemmon Survey                     |
| 653109 | 2014 JW52                | 21 aprile 2014    | Spacewatch                              |
| 653110 | 2014 JZ52                | 9 aprile 2003     | Spacewatch                              |
| 653111 | 2014 JE53                | 30 aprile 2014    | Pan-STARRS                              |
| 653112 | 2014 JH55                | 30 aprile 2014    | Pan-STARRS                              |
| 653113 | 2014 JY55                | 4 novembre 2004   | CSS                                     |
| 653114 | 2014 JB56                | 8 maggio 2014     | Pan-STARRS                              |
| 653115 | 2014 JU56                | 9 maggio 2014     | Pan-STARRS                              |
| 653116 | 2014 JR57                | 28 settembre 2005 | NEAT                                    |
| 653117 | 2014 JT57                | 3 maggio 2014     | Mount Lemmon Survey                     |
| 653118 | 2014 JB58                | 4 maggio 2014     | Pan-STARRS                              |
| 653119 | 2014 JU58                | 25 aprile 2006    | Spacewatch                              |
| 653120 | 2014 JF66                | 1 maggio 2014     | Mount Lemmon Survey                     |
| 653121 | 2014 JW68                | 11 aprile 2007    | Spacewatch                              |
| 653122 | 2014 JO71                | 30 aprile 2014    | Pan-STARRS                              |
| 653123 | 2014 JT72                | 4 novembre 2005   | Mount Lemmon Survey                     |
| 653124 | 2014 JD74                | 21 settembre 2003 | Spacewatch                              |
| 653125 | 2014 JH77                | 11 febbraio 2004  | NEAT                                    |
| 653126 | 2014 JZ80                | 31 marzo 2003     | Spacewatch                              |
| 653127 | 2014 JE84                | 3 maggio 2014     | Mount Lemmon Survey                     |
| 653128 | 2014 JY85                | 3 ottobre 2011    | Mount Lemmon Survey                     |
| 653129 | 2014 JB87                | 11 marzo 2003     | Spacewatch                              |
| 653130 | 2014 JJ89                | 6 maggio 2014     | Pan-STARRS                              |
| 653131 | 2014 JR90                | 8 maggio 2014     | Pan-STARRS                              |
| 653132 | 2014 JF92                | 4 maggio 2014     | Pan-STARRS                              |
| 653133 | 2014 JQ93                | 10 maggio 2014    | Pan-STARRS                              |
| 653134 | 2014 JR94                | 7 maggio 2014     | Pan-STARRS                              |
| 653135 | 2014 JU98                | 4 maggio 2014     | Pan-STARRS                              |
| 653136 | 2014 JF119               | 1 maggio 2014     | Mount Lemmon Survey                     |
| 653137 | 2014 JH119               | 8 maggio 2014     | Pan-STARRS                              |
| 653138 | 2014 JB122               | 5 maggio 2014     | Mount Lemmon Survey                     |
| 653139 | 2014 JQ123               | 7 maggio 2014     | Pan-STARRS                              |
| 653140 | 2014 JW139               | 8 maggio 2014     | Pan-STARRS                              |
| 653141 | 2014 KB4                 | 30 marzo 2011     | Pan-STARRS                              |
| 653142 | 2014 KV4                 | 16 novembre 2001  | Spacewatch                              |
| 653143 | 2014 KK7                 | 5 aprile 2014     | Pan-STARRS                              |
| 653144 | 2014 KW7                 | 26 marzo 2003     | Spacewatch                              |
| 653145 | 2014 KY7                 | 17 settembre 2010 | Mount Lemmon Survey                     |
| 653146 | 2014 KK9                 | 8 maggio 2014     | Pan-STARRS                              |
| 653147 | 2014 KT10                | 5 novembre 2002   | Osservatorio del Roque de los Muchachos |
| 653148 | 2014 KK14                | 26 marzo 2008     | Mount Lemmon Survey                     |
| 653149 | 2014 KW16                | 3 aprile 2014     | Pan-STARRS                              |
| 653150 | 2014 KG18                | 8 gennaio 2013    | Mount Lemmon Survey                     |
| 653151 | 2014 KM18                | 20 marzo 2001     | AMOS                                    |
| 653152 | 2014 KC22                | 23 maggio 2006    | Mount Lemmon Survey                     |
| 653153 | 2014 KX23                | 5 aprile 2014     | Pan-STARRS                              |
| 653154 | 2014 KL25                | 8 maggio 2014     | Pan-STARRS                              |
| 653155 | 2014 KB26                | 7 maggio 2014     | Pan-STARRS                              |
| 653156 | 2014 KA27                | 25 settembre 2005 | Spacewatch                              |
| 653157 | 2014 KQ28                | 4 aprile 2010     | Spacewatch                              |
| 653158 | 2014 KV31                | 4 maggio 2014     | Mount Lemmon Survey                     |
| 653159 | 2014 KV34                | 29 aprile 2014    | Pan-STARRS                              |
| 653160 | 2014 KZ34                | 23 marzo 2003     | SDSS Collaboration                      |
| 653161 | 2014 KE37                | 15 marzo 2002     | NEAT                                    |
| 653162 | 2014 KY37                | 5 maggio 2014     | Pan-STARRS                              |
| 653163 | 2014 KZ37                | 15 dicembre 2006  | Spacewatch                              |
| 653164 | 2014 KV38                | 24 maggio 2014    | Pan-STARRS                              |
| 653165 | 2014 KU39                | 26 maggio 2014    | Mount Lemmon Survey                     |
| 653166 | 2014 KD40                | 17 ottobre 2012   | Pan-STARRS                              |
| 653167 | 2014 KO40                | 11 ottobre 2006   | NEAT                                    |
| 653168 | 2014 KG42                | 12 marzo 2007     | Mount Lemmon Survey                     |
| 653169 | 2014 KY45                | 30 aprile 2006    | CSS                                     |
| 653170 | 2014 KK46                | 10 settembre 2007 | Spacewatch                              |
| 653171 | 2014 KE47                | 29 settembre 2005 | Mount Lemmon Survey                     |
| 653172 | 2014 KY47                | 1 novembre 2010   | Mount Lemmon Survey                     |
| 653173 | 2014 KF52                | 4 maggio 2014     | Mount Lemmon Survey                     |
| 653174 | 2014 KD55                | 12 novembre 2006  | Mount Lemmon Survey                     |
| 653175 | 2014 KV56                | 19 dicembre 2003  | Spacewatch                              |
| 653176 | 2014 KY60                | 16 settembre 2006 | CSS                                     |
| 653177 | 2014 KB62                | 19 luglio 2009    | F. Fratev                               |
| 653178 | 2014 KP62                | 26 maggio 2014    | Mount Lemmon Survey                     |
| 653179 | 2014 KW62                | 28 maggio 2014    | Mount Lemmon Survey                     |
| 653180 | 2014 KF65                | 17 gennaio 2007   | CSS                                     |
| 653181 | 2014 KM67                | 13 marzo 2013     | M. W. Buie                              |
| 653182 | 2014 KO69                | 23 maggio 2014    | Pan-STARRS                              |
| 653183 | 2014 KL71                | 8 maggio 2008     | Spacewatch                              |
| 653184 | 2014 KD76                | 8 maggio 2014     | Pan-STARRS                              |
| 653185 | 2014 KH78                | 7 ottobre 2004    | Spacewatch                              |
| 653186 | 2014 KB83                | 28 maggio 2014    | Pan-STARRS                              |
| 653187 | 2014 KE84                | 26 ottobre 2012   | Pan-STARRS                              |
| 653188 | 2014 KH85                | 22 gennaio 2013   | Mount Lemmon Survey                     |
| 653189 | 2014 KY92                | 13 aprile 2010    | Mount Lemmon Survey                     |
| 653190 | 2014 KV94                | 23 febbraio 2007  | Mount Lemmon Survey                     |
| 653191 | 2014 KW95                | 12 gennaio 2010   | Spacewatch                              |
| 653192 | 2014 KY96                | 23 maggio 2014    | Spacewatch                              |
| 653193 | 2014 KR98                | 21 maggio 2014    | Pan-STARRS                              |
| 653194 | 2014 KU99                | 7 maggio 2014     | Pan-STARRS                              |
| 653195 | 2014 KL110               | 23 maggio 2014    | Pan-STARRS                              |
| 653196 | 2014 KZ112               | 31 maggio 2014    | Pan-STARRS                              |
| 653197 | 2014 KG115               | 28 maggio 2014    | Pan-STARRS                              |
| 653198 | 2014 KZ115               | 23 maggio 2014    | Pan-STARRS                              |
| 653199 | 2014 KM117               | 28 maggio 2014    | Mount Lemmon Survey                     |
| 653200 | 2014 KM124               | 8 maggio 2014     | Pan-STARRS                              |

## 653201–653300
| Nome   | Designazione provvisoria | Data di scoperta  | Scopritore                          |
| ------ | ------------------------ | ----------------- | ----------------------------------- |
| 653201 | 2014 KR125               | 20 maggio 2014    | Pan-STARRS                          |
| 653202 | 2014 KR128               | 24 maggio 2014    | Pan-STARRS                          |
| 653203 | 2014 KD132               | 27 maggio 2014    | Mount Lemmon Survey                 |
| 653204 | 2014 KS136               | 27 maggio 2014    | Mount Lemmon Survey                 |
| 653205 | 2014 KN138               | 23 maggio 2014    | Pan-STARRS                          |
| 653206 | 2014 KO138               | 21 maggio 2014    | Pan-STARRS                          |
| 653207 | 2014 KS139               | 23 maggio 2014    | Pan-STARRS                          |
| 653208 | 2014 KN140               | 23 maggio 2014    | Pan-STARRS                          |
| 653209 | 2014 KO140               | 30 maggio 2014    | Pan-STARRS                          |
| 653210 | 2014 KE143               | 7 maggio 2014     | Pan-STARRS                          |
| 653211 | 2014 KZ145               | 23 maggio 2014    | Pan-STARRS                          |
| 653212 | 2014 LO                  | 8 aprile 2002     | NEAT                                |
| 653213 | 2014 LC1                 | 25 aprile 2014    | Mount Lemmon Survey                 |
| 653214 | 2014 LD6                 | 24 novembre 2011  | Mount Lemmon Survey                 |
| 653215 | 2014 LD12                | 8 aprile 2002     | NEAT                                |
| 653216 | 2014 LH16                | 2 ottobre 2006    | Spacewatch                          |
| 653217 | 2014 LX19                | 30 ottobre 2010   | Z. Kuli, K. Sárneczky               |
| 653218 | 2014 LP20                | 5 giugno 2014     | Pan-STARRS                          |
| 653219 | 2014 LL21                | 7 giugno 2014     | Mount Lemmon Survey                 |
| 653220 | 2014 LQ21                | 24 gennaio 2011   | Mount Lemmon Survey                 |
| 653221 | 2014 LV23                | 31 maggio 2009    | Alianza S4 Obs.                     |
| 653222 | 2014 LW24                | 2 gennaio 2011    | L. H. Wasserman                     |
| 653223 | 2014 LE26                | 18 novembre 2007  | Spacewatch                          |
| 653224 | 2014 LZ27                | 18 agosto 2010    | PMO NEO                             |
| 653225 | 2014 LB28                | 26 maggio 2014    | Pan-STARRS                          |
| 653226 | 2014 LB32                | 16 settembre 2010 | Mount Lemmon Survey                 |
| 653227 | 2014 LK34                | 15 luglio 2005    | Spacewatch                          |
| 653228 | 2014 LS35                | 12 febbraio 2008  | Mount Lemmon Survey                 |
| 653229 | 2014 LW36                | 8 giugno 2014     | Pan-STARRS                          |
| 653230 | 2014 LH37                | 3 giugno 2014     | Pan-STARRS                          |
| 653231 | 2014 MZ                  | 7 maggio 2014     | Pan-STARRS                          |
| 653232 | 2014 MD1                 | 28 febbraio 2014  | Pan-STARRS                          |
| 653233 | 2014 MO7                 | 2 giugno 2014     | Pan-STARRS                          |
| 653234 | 2014 MY9                 | 5 maggio 2014     | Mount Lemmon Survey                 |
| 653235 | 2014 ML12                | 1 ottobre 2011    | Spacewatch                          |
| 653236 | 2014 MT13                | 12 marzo 2013     | M. Schwartz, P. R. Holvorcem        |
| 653237 | 2014 MK14                | 26 maggio 2014    | Pan-STARRS                          |
| 653238 | 2014 ML16                | 28 maggio 2014    | Pan-STARRS                          |
| 653239 | 2014 MP16                | 23 giugno 2014    | Mount Lemmon Survey                 |
| 653240 | 2014 MA17                | 19 settembre 2006 | Spacewatch                          |
| 653241 | 2014 MS17                | 10 dicembre 2002  | LINEAR                              |
| 653242 | 2014 MS20                | 5 ottobre 2010    | Osservatorio astronomico di Maiorca |
| 653243 | 2014 ML23                | 26 luglio 2006    | SSS                                 |
| 653244 | 2014 MD24                | 28 gennaio 2007   | Mount Lemmon Survey                 |
| 653245 | 2014 MB35                | 28 ottobre 2011   | Spacewatch                          |
| 653246 | 2014 MU44                | 15 settembre 2004 | Spacewatch                          |
| 653247 | 2014 MP45                | 1 giugno 2006     | Mount Lemmon Survey                 |
| 653248 | 2014 MH47                | 2 agosto 2011     | Pan-STARRS                          |
| 653249 | 2014 MD49                | 5 settembre 2000  | Spacewatch                          |
| 653250 | 2014 MK54                | 12 aprile 2005    | Kitt Peak Obs.                      |
| 653251 | 2014 MR56                | 27 giugno 2014    | Pan-STARRS                          |
| 653252 | 2014 MC57                | 27 giugno 2014    | Pan-STARRS                          |
| 653253 | 2014 ME62                | 28 giugno 2014    | Pan-STARRS                          |
| 653254 | 2014 MP62                | 10 aprile 2005    | Spacewatch                          |
| 653255 | 2014 MF66                | 11 settembre 2004 | Spacewatch                          |
| 653256 | 2014 ME67                | 30 aprile 2014    | Pan-STARRS                          |
| 653257 | 2014 MY70                | 24 giugno 2014    | Pan-STARRS                          |
| 653258 | 2014 MD72                | 24 giugno 2014    | Pan-STARRS                          |
| 653259 | 2014 MF72                | 11 ottobre 1977   | T. Gehrels                          |
| 653260 | 2014 MO72                | 5 ottobre 2005    | CSS                                 |
| 653261 | 2014 MW72                | 7 novembre 2010   | Mount Lemmon Survey                 |
| 653262 | 2014 MQ74                | 20 giugno 2010    | Mount Lemmon Survey                 |
| 653263 | 2014 ML75                | 25 giugno 2014    | Mount Lemmon Survey                 |
| 653264 | 2014 ME76                | 27 giugno 2014    | Pan-STARRS                          |
| 653265 | 2014 MV76                | 28 giugno 2014    | Pan-STARRS                          |
| 653266 | 2014 MT78                | 21 giugno 2014    | Pan-STARRS                          |
| 653267 | 2014 MH88                | 29 giugno 2014    | Pan-STARRS                          |
| 653268 | 2014 MH89                | 24 giugno 2014    | Pan-STARRS                          |
| 653269 | 2014 MA99                | 27 giugno 2014    | Pan-STARRS                          |
| 653270 | 2014 NL1                 | 29 ottobre 2005   | Spacewatch                          |
| 653271 | 2014 NN3                 | 1 dicembre 2008   | Spacewatch                          |
| 653272 | 2014 NS5                 | 4 febbraio 2006   | Spacewatch                          |
| 653273 | 2014 NT6                 | 1 luglio 2014     | Pan-STARRS                          |
| 653274 | 2014 NT9                 | 1 novembre 2005   | R. Behrend, F. Barblan              |
| 653275 | 2014 NK10                | 11 settembre 2010 | C. Rinner, F. Kugel                 |
| 653276 | 2014 NS11                | 16 settembre 2006 | CSS                                 |
| 653277 | 2014 NA14                | 28 settembre 2011 | Spacewatch                          |
| 653278 | 2014 NJ21                | 7 marzo 2013      | Spacewatch                          |
| 653279 | 2014 NF22                | 22 giugno 2014    | Pan-STARRS                          |
| 653280 | 2014 NP23                | 26 novembre 2005  | Spacewatch                          |
| 653281 | 2014 NH31                | 2 giugno 2014     | Pan-STARRS                          |
| 653282 | 2014 NW36                | 25 febbraio 2012  | L. Elenin                           |
| 653283 | 2014 NM46                | 5 luglio 1995     | Spacewatch                          |
| 653284 | 2014 NT46                | 1 aprile 2007     | NEAT                                |
| 653285 | 2014 NV46                | 3 giugno 2014     | Pan-STARRS                          |
| 653286 | 2014 NY46                | 21 luglio 2006    | CSS                                 |
| 653287 | 2014 NY52                | 22 giugno 2014    | Pan-STARRS                          |
| 653288 | 2014 NN53                | 6 luglio 2014     | Pan-STARRS                          |
| 653289 | 2014 NR53                | 13 gennaio 2007   | Osservatorio di Mauna Kea           |
| 653290 | 2014 NS53                | 7 maggio 2014     | Pan-STARRS                          |
| 653291 | 2014 NL59                | 18 luglio 2006    | Mount Lemmon Survey                 |
| 653292 | 2014 NO59                | 19 luglio 2004    | LONEOS                              |
| 653293 | 2014 ND65                | 22 ottobre 2019   | Mount Lemmon Survey                 |
| 653294 | 2014 NS68                | 18 ottobre 2009   | Mount Lemmon Survey                 |
| 653295 | 2014 NL70                | 3 luglio 2014     | Pan-STARRS                          |
| 653296 | 2014 NH72                | 31 marzo 2009     | Spacewatch                          |
| 653297 | 2014 NG73                | 7 luglio 2014     | Pan-STARRS                          |
| 653298 | 2014 NJ73                | 8 luglio 2014     | Pan-STARRS                          |
| 653299 | 2014 NW87                | 1 luglio 2014     | Pan-STARRS                          |
| 653300 | 2014 NG89                | 1 luglio 2014     | Mount Lemmon Survey                 |

## 653301–653400
| Nome   | Designazione provvisoria | Data di scoperta  | Scopritore                 |
| ------ | ------------------------ | ----------------- | -------------------------- |
| 653301 | 2014 NR91                | 7 luglio 2014     | Pan-STARRS                 |
| 653302 | 2014 ON                  | 18 gennaio 2012   | Mount Lemmon Survey        |
| 653303 | 2014 OB2                 | 7 maggio 2014     | Pan-STARRS                 |
| 653304 | 2014 OS3                 | 27 dicembre 2011  | Mount Lemmon Survey        |
| 653305 | 2014 OO4                 | 24 settembre 2011 | Mount Lemmon Survey        |
| 653306 | 2014 OL11                | 4 giugno 2014     | Pan-STARRS                 |
| 653307 | 2014 OM21                | 25 luglio 2014    | Pan-STARRS                 |
| 653308 | 2014 OW27                | 25 luglio 2014    | Pan-STARRS                 |
| 653309 | 2014 OY28                | 22 ottobre 2005   | Spacewatch                 |
| 653310 | 2014 OJ29                | 21 ottobre 1995   | Spacewatch                 |
| 653311 | 2014 OX31                | 25 agosto 2004    | Spacewatch                 |
| 653312 | 2014 OW32                | 11 gennaio 2008   | Spacewatch                 |
| 653313 | 2014 OA35                | 6 settembre 2010  | Mount Lemmon Survey        |
| 653314 | 2014 OD36                | 11 ottobre 2005   | Spacewatch                 |
| 653315 | 2014 OR38                | 3 luglio 2014     | Pan-STARRS                 |
| 653316 | 2014 OT44                | 8 marzo 2003      | Spacewatch                 |
| 653317 | 2014 OG47                | 18 gennaio 2013   | Spacewatch                 |
| 653318 | 2014 OF65                | 5 gennaio 2013    | Spacewatch                 |
| 653319 | 2014 OL67                | 25 luglio 2014    | Pan-STARRS                 |
| 653320 | 2014 OD69                | 16 aprile 2013    | CTIO-DECam                 |
| 653321 | 2014 OY72                | 17 ottobre 2010   | CSS                        |
| 653322 | 2014 OV75                | 4 aprile 2013     | Pan-STARRS                 |
| 653323 | 2014 OD76                | 1 luglio 2014     | Pan-STARRS                 |
| 653324 | 2014 OZ77                | 25 novembre 2005  | Spacewatch                 |
| 653325 | 2014 OE79                | 4 giugno 2014     | Pan-STARRS                 |
| 653326 | 2014 OS81                | 21 ottobre 2006   | Mount Lemmon Survey        |
| 653327 | 2014 OJ86                | 31 maggio 2014    | Pan-STARRS                 |
| 653328 | 2014 ON91                | 26 luglio 2014    | Pan-STARRS                 |
| 653329 | 2014 OA92                | 26 luglio 2014    | Pan-STARRS                 |
| 653330 | 2014 OQ92                | 26 luglio 2014    | Pan-STARRS                 |
| 653331 | 2014 OR97                | 7 luglio 2014     | Pan-STARRS                 |
| 653332 | 2014 OX97                | 19 settembre 2003 | AMOS                       |
| 653333 | 2014 OS99                | 26 luglio 2014    | Pan-STARRS                 |
| 653334 | 2014 OZ105               | 8 ottobre 2007    | Mount Lemmon Survey        |
| 653335 | 2014 OG109               | 27 luglio 2014    | Pan-STARRS                 |
| 653336 | 2014 OD111               | 27 marzo 2008     | Mount Lemmon Survey        |
| 653337 | 2014 OU117               | 11 aprile 2004    | NEAT                       |
| 653338 | 2014 OR121               | 8 settembre 2010  | Spacewatch                 |
| 653339 | 2014 OG124               | 25 agosto 2000    | R. Millis, L. H. Wasserman |
| 653340 | 2014 OR126               | 25 luglio 2014    | Pan-STARRS                 |
| 653341 | 2014 OT127               | 30 ottobre 2010   | Mount Lemmon Survey        |
| 653342 | 2014 OE131               | 18 febbraio 2004  | Spacewatch                 |
| 653343 | 2014 OL133               | 29 ottobre 2005   | Mount Lemmon Survey        |
| 653344 | 2014 OR135               | 27 luglio 2014    | Pan-STARRS                 |
| 653345 | 2014 OG138               | 27 luglio 2014    | Pan-STARRS                 |
| 653346 | 2014 OQ145               | 19 novembre 2003  | Spacewatch                 |
| 653347 | 2014 OT145               | 25 settembre 2006 | LONEOS                     |
| 653348 | 2014 OP151               | 27 luglio 2014    | Pan-STARRS                 |
| 653349 | 2014 OJ154               | 15 novembre 2006  | Mount Lemmon Survey        |
| 653350 | 2014 OY155               | 27 luglio 2014    | Pan-STARRS                 |
| 653351 | 2014 OT159               | 30 dicembre 2007  | Spacewatch                 |
| 653352 | 2014 OJ161               | 12 settembre 2002 | NEAT                       |
| 653353 | 2014 OH168               | 29 giugno 2014    | Pan-STARRS                 |
| 653354 | 2014 OU169               | 10 aprile 2010    | Spacewatch                 |
| 653355 | 2014 OY170               | 2 febbraio 2009   | Spacewatch                 |
| 653356 | 2014 OT176               | 19 settembre 2003 | Spacewatch                 |
| 653357 | 2014 ON181               | 15 aprile 2013    | Pan-STARRS                 |
| 653358 | 2014 OF186               | 27 luglio 2014    | Pan-STARRS                 |
| 653359 | 2014 OR187               | 27 luglio 2014    | Pan-STARRS                 |
| 653360 | 2014 OJ190               | 27 luglio 2014    | Pan-STARRS                 |
| 653361 | 2014 OB191               | 21 novembre 2003  | NEAT                       |
| 653362 | 2014 OS195               | 12 novembre 2010  | Mount Lemmon Survey        |
| 653363 | 2014 OY205               | 25 luglio 2014    | Pan-STARRS                 |
| 653364 | 2014 OM211               | 25 luglio 2014    | Pan-STARRS                 |
| 653365 | 2014 OX212               | 11 settembre 2010 | Spacewatch                 |
| 653366 | 2014 OA222               | 16 gennaio 2013   | ESA OGS                    |
| 653367 | 2014 OV227               | 8 luglio 2014     | Pan-STARRS                 |
| 653368 | 2014 OK229               | 27 luglio 2014    | Pan-STARRS                 |
| 653369 | 2014 OH230               | 27 luglio 2014    | Pan-STARRS                 |
| 653370 | 2014 OL231               | 28 agosto 2005    | Spacewatch                 |
| 653371 | 2014 OW232               | 31 luglio 2005    | SSS                        |
| 653372 | 2014 OY232               | 13 novembre 2010  | Mount Lemmon Survey        |
| 653373 | 2014 OH241               | 28 maggio 2014    | ESA OGS                    |
| 653374 | 2014 OK242               | 3 novembre 2010   | Mount Lemmon Survey        |
| 653375 | 2014 OE247               | 28 settembre 2006 | Spacewatch                 |
| 653376 | 2014 OD262               | 29 luglio 2014    | Pan-STARRS                 |
| 653377 | 2014 OV263               | 20 agosto 2006    | NEAT                       |
| 653378 | 2014 OT279               | 18 settembre 2003 | NEAT                       |
| 653379 | 2014 OU282               | 23 settembre 2004 | Spacewatch                 |
| 653380 | 2014 OS286               | 11 marzo 1996     | Spacewatch                 |
| 653381 | 2014 OX287               | 29 luglio 2014    | Pan-STARRS                 |
| 653382 | 2014 OB289               | 9 maggio 2013     | Pan-STARRS                 |
| 653383 | 2014 OC289               | 21 novembre 2006  | CSS                        |
| 653384 | 2014 OC292               | 29 luglio 2014    | Pan-STARRS                 |
| 653385 | 2014 OF294               | 29 luglio 2014    | Pan-STARRS                 |
| 653386 | 2014 OM294               | 29 luglio 2014    | Pan-STARRS                 |
| 653387 | 2014 OE300               | 31 dicembre 2007  | Spacewatch                 |
| 653388 | 2014 OL300               | 3 aprile 2008     | Mount Lemmon Survey        |
| 653389 | 2014 OJ303               | 4 dicembre 2007   | Mount Lemmon Survey        |
| 653390 | 2014 OR317               | 12 agosto 2004    | Cerro Tololo Obs.          |
| 653391 | 2014 OH320               | 29 luglio 2014    | Pan-STARRS                 |
| 653392 | 2014 OH321               | 8 aprile 2006     | Spacewatch                 |
| 653393 | 2014 OE324               | 29 dicembre 2008  | Spacewatch                 |
| 653394 | 2014 OZ324               | 27 giugno 2014    | Pan-STARRS                 |
| 653395 | 2014 OP333               | 8 luglio 2014     | Pan-STARRS                 |
| 653396 | 2014 OP337               | 18 novembre 2006  | Spacewatch                 |
| 653397 | 2014 OB338               | 24 aprile 2011    | Pan-STARRS                 |
| 653398 | 2014 OZ340               | 18 giugno 2010    | Mount Lemmon Survey        |
| 653399 | 2014 OY342               | 28 luglio 2014    | Pan-STARRS                 |
| 653400 | 2014 OS344               | 28 luglio 2014    | Pan-STARRS                 |

## 653401–653500
| Nome   | Designazione provvisoria | Data di scoperta  | Scopritore                      |
| ------ | ------------------------ | ----------------- | ------------------------------- |
| 653401 | 2014 OZ344               | 21 settembre 2009 | W. Bickel                       |
| 653402 | 2014 OO348               | 28 luglio 2014    | Pan-STARRS                      |
| 653403 | 2014 OA358               | 22 settembre 2003 | Spacewatch                      |
| 653404 | 2014 OG360               | 28 luglio 2014    | Pan-STARRS                      |
| 653405 | 2014 ON371               | 1 febbraio 2012   | Spacewatch                      |
| 653406 | 2014 OM372               | 19 agosto 2006    | Spacewatch                      |
| 653407 | 2014 OL374               | 25 luglio 2014    | Pan-STARRS                      |
| 653408 | 2014 OZ377               | 28 agosto 2006    | CSS                             |
| 653409 | 2014 OK387               | 21 luglio 2006    | CSS                             |
| 653410 | 2014 OX387               | 22 agosto 2005    | NEAT                            |
| 653411 | 2014 OC388               | 5 giugno 2014     | Pan-STARRS                      |
| 653412 | 2014 OK388               | 28 settembre 2006 | Spacewatch                      |
| 653413 | 2014 OV390               | 31 luglio 2014    | Pan-STARRS                      |
| 653414 | 2014 OK393               | 16 settembre 2010 | CSS                             |
| 653415 | 2014 OR398               | 15 settembre 2010 | Spacewatch                      |
| 653416 | 2014 OL399               | 2 novembre 2010   | Mount Lemmon Survey             |
| 653417 | 2014 OP400               | 28 luglio 2014    | Pan-STARRS                      |
| 653418 | 2014 OR400               | 2 ottobre 2006    | Mount Lemmon Survey             |
| 653419 | 2014 OT400               | 30 luglio 2014    | Pan-STARRS                      |
| 653420 | 2014 ON401               | 3 gennaio 2012    | Spacewatch                      |
| 653421 | 2014 OP401               | 12 febbraio 2008  | Mount Lemmon Survey             |
| 653422 | 2014 OS412               | 29 luglio 2014    | Pan-STARRS                      |
| 653423 | 2014 OY413               | 30 luglio 2014    | Pan-STARRS                      |
| 653424 | 2014 OL414               | 1 settembre 2005  | NEAT                            |
| 653425 | 2014 OO414               | 31 luglio 2014    | Pan-STARRS                      |
| 653426 | 2014 OC416               | 25 luglio 2014    | Pan-STARRS                      |
| 653427 | 2014 OZ431               | 28 luglio 2014    | Pan-STARRS                      |
| 653428 | 2014 OZ436               | 28 luglio 2014    | Pan-STARRS                      |
| 653429 | 2014 OP447               | 25 luglio 2014    | Pan-STARRS                      |
| 653430 | 2014 PJ5                 | 27 luglio 2014    | Pan-STARRS                      |
| 653431 | 2014 PB7                 | 7 luglio 2014     | Pan-STARRS                      |
| 653432 | 2014 PZ14                | 20 febbraio 2012  | Spacewatch                      |
| 653433 | 2014 PT23                | 3 marzo 2013      | Pan-STARRS                      |
| 653434 | 2014 PA25                | 25 luglio 2014    | Pan-STARRS                      |
| 653435 | 2014 PE27                | 25 luglio 2014    | Pan-STARRS                      |
| 653436 | 2014 PA28                | 28 settembre 2006 | Mount Lemmon Survey             |
| 653437 | 2014 PX28                | 26 gennaio 2006   | Spacewatch                      |
| 653438 | 2014 PU29                | 28 agosto 2006    | Spacewatch                      |
| 653439 | 2014 PQ33                | 27 giugno 2005    | Spacewatch                      |
| 653440 | 2014 PJ36                | 9 gennaio 2007    | Mount Lemmon Survey             |
| 653441 | 2014 PP36                | 25 ottobre 2005   | Spacewatch                      |
| 653442 | 2014 PE40                | 28 luglio 2014    | Pan-STARRS                      |
| 653443 | 2014 PQ40                | 13 luglio 2010    | WISE                            |
| 653444 | 2014 PK43                | 25 dicembre 2010  | Spacewatch                      |
| 653445 | 2014 PX43                | 4 agosto 2014     | Pan-STARRS                      |
| 653446 | 2014 PY47                | 25 luglio 2014    | Pan-STARRS                      |
| 653447 | 2014 PM49                | 27 agosto 2009    | Spacewatch                      |
| 653448 | 2014 PK52                | 29 dicembre 2011  | Mount Lemmon Survey             |
| 653449 | 2014 PH55                | 10 aprile 2013    | Pan-STARRS                      |
| 653450 | 2014 PD56                | 5 aprile 2002     | NEAT                            |
| 653451 | 2014 PX68                | 23 ottobre 2011   | Pan-STARRS                      |
| 653452 | 2014 PE70                | 21 luglio 2001    | AMOS                            |
| 653453 | 2014 PM70                | 4 agosto 2005     | NEAT                            |
| 653454 | 2014 PJ73                | 26 ottobre 2009   | Mount Lemmon Survey             |
| 653455 | 2014 PS74                | 3 agosto 2014     | Pan-STARRS                      |
| 653456 | 2014 PL76                | 19 gennaio 2008   | Mount Lemmon Survey             |
| 653457 | 2014 PZ76                | 4 agosto 2014     | Pan-STARRS                      |
| 653458 | 2014 PV77                | 6 agosto 2014     | Pan-STARRS                      |
| 653459 | 2014 PB80                | 10 aprile 2013    | Pan-STARRS                      |
| 653460 | 2014 QD                  | 16 agosto 2014    | Pan-STARRS                      |
| 653461 | 2014 QW                  | 23 agosto 2003    | NEAT                            |
| 653462 | 2014 QS1                 | 17 settembre 2003 | NEAT                            |
| 653463 | 2014 QN4                 | 19 settembre 2006 | Spacewatch                      |
| 653464 | 2014 QW9                 | 8 aprile 2002     | NEAT                            |
| 653465 | 2014 QT12                | 18 agosto 2014    | Pan-STARRS                      |
| 653466 | 2014 QE13                | 3 giugno 2014     | Pan-STARRS                      |
| 653467 | 2014 QS14                | 18 agosto 2014    | Pan-STARRS                      |
| 653468 | 2014 QA19                | 2 ottobre 2010    | Spacewatch                      |
| 653469 | 2014 QZ20                | 3 febbraio 2006   | Mount Lemmon Survey             |
| 653470 | 2014 QB21                | 12 dicembre 2004  | Spacewatch                      |
| 653471 | 2014 QF21                | 1 gennaio 2012    | Mount Lemmon Survey             |
| 653472 | 2014 QY23                | 6 agosto 2014     | Pan-STARRS                      |
| 653473 | 2014 QF24                | 6 agosto 2014     | Pan-STARRS                      |
| 653474 | 2014 QF27                | 1 giugno 2009     | Mount Lemmon Survey             |
| 653475 | 2014 QU40                | 3 settembre 2000  | SDSS Collaboration              |
| 653476 | 2014 QE41                | 29 giugno 2005    | Spacewatch                      |
| 653477 | 2014 QF43                | 22 settembre 2003 | Spacewatch                      |
| 653478 | 2014 QP47                | 24 febbraio 2012  | Pan-STARRS                      |
| 653479 | 2014 QA49                | 15 marzo 2013     | Mount Lemmon Survey             |
| 653480 | 2014 QZ52                | 28 giugno 2014    | Spacewatch                      |
| 653481 | 2014 QB62                | 28 giugno 2014    | L. H. Wasserman                 |
| 653482 | 2014 QX62                | 10 febbraio 2008  | Spacewatch                      |
| 653483 | 2014 QO63                | 2 settembre 2010  | Mount Lemmon Survey             |
| 653484 | 2014 QN77                | 3 giugno 2014     | Pan-STARRS                      |
| 653485 | 2014 QE80                | 20 agosto 2014    | Pan-STARRS                      |
| 653486 | 2014 QG84                | 22 agosto 2009    | G. Hug                          |
| 653487 | 2014 QA100               | 18 dicembre 2007  | Mount Lemmon Survey             |
| 653488 | 2014 QK111               | 12 settembre 2010 | Mount Lemmon Survey             |
| 653489 | 2014 QG112               | 11 luglio 2005    | W. Bickel                       |
| 653490 | 2014 QP114               | 20 agosto 2014    | Pan-STARRS                      |
| 653491 | 2014 QL117               | 16 novembre 2009  | Mount Lemmon Survey             |
| 653492 | 2014 QN123               | 7 luglio 2014     | Pan-STARRS                      |
| 653493 | 2014 QB125               | 19 novembre 2007  | Spacewatch                      |
| 653494 | 2014 QB126               | 2 gennaio 2012    | Spacewatch                      |
| 653495 | 2014 QH127               | 18 agosto 2010    | ESA OGS                         |
| 653496 | 2014 QQ130               | 28 luglio 2014    | Pan-STARRS                      |
| 653497 | 2014 QX133               | 30 settembre 2010 | Mount Lemmon Survey             |
| 653498 | 2014 QU139               | 24 ottobre 2003   | L. H. Wasserman, D. E. Trilling |
| 653499 | 2014 QG140               | 7 luglio 2014     | Pan-STARRS                      |
| 653500 | 2014 QS150               | 24 marzo 2012     | Mount Lemmon Survey             |

## 653501–653600
| Nome             | Designazione provvisoria | Data di scoperta  | Scopritore                   |
| ---------------- | ------------------------ | ----------------- | ---------------------------- |
| 653501           | 2014 QL152               | 5 novembre 2007   | Spacewatch                   |
| 653502           | 2014 QC158               | 14 settembre 2007 | Mount Lemmon Survey          |
| 653503           | 2014 QY161               | 19 aprile 2013    | Spacewatch                   |
| 653504           | 2014 QS162               | 11 febbraio 2008  | Mount Lemmon Survey          |
| 653505           | 2014 QT162               | 18 marzo 2013     | Mount Lemmon Survey          |
| 653506           | 2014 QN164               | 21 agosto 2006    | Spacewatch                   |
| 653507           | 2014 QD165               | 25 luglio 2014    | Pan-STARRS                   |
| 653508           | 2014 QS166               | 22 agosto 2014    | Pan-STARRS                   |
| 653509           | 2014 QB167               | 15 aprile 2013    | Pan-STARRS                   |
| 653510           | 2014 QZ167               | 22 agosto 2014    | Pan-STARRS                   |
| 653511           | 2014 QU171               | 20 agosto 2014    | Pan-STARRS                   |
| 653512           | 2014 QQ172               | 13 giugno 2005    | Spacewatch                   |
| 653513           | 2014 QK202               | 21 febbraio 2012  | Spacewatch                   |
| 653514           | 2014 QC205               | 23 ottobre 2006   | Spacewatch                   |
| 653515           | 2014 QV206               | 4 dicembre 2007   | Mount Lemmon Survey          |
| 653516           | 2014 QF216               | 22 agosto 2014    | Pan-STARRS                   |
| 653517           | 2014 QZ222               | 17 settembre 2006 | Spacewatch                   |
| 653518           | 2014 QU225               | 16 agosto 2009    | Spacewatch                   |
| 653519           | 2014 QK227               | 10 aprile 2013    | Pan-STARRS                   |
| 653520           | 2014 QH230               | 22 agosto 2014    | Pan-STARRS                   |
| 653521           | 2014 QX233               | 22 agosto 2014    | Pan-STARRS                   |
| 653522           | 2014 QB246               | 2 maggio 2013     | Spacewatch                   |
| 653523           | 2014 QH247               | 22 agosto 2014    | Pan-STARRS                   |
| 653524           | 2014 QB253               | 22 agosto 2014    | Pan-STARRS                   |
| 653525           | 2014 QD264               | 29 settembre 2009 | Mount Lemmon Survey          |
| 653526           | 2014 QA270               | 19 marzo 2013     | Pan-STARRS                   |
| 653527           | 2014 QV271               | 1 luglio 2014     | Pan-STARRS                   |
| 653528           | 2014 QY274               | 23 agosto 2014    | Pan-STARRS                   |
| 653529           | 2014 QP275               | 12 aprile 2007    | SSS                          |
| 653530           | 2014 QQ279               | 12 agosto 2004    | Cerro Tololo Obs.            |
| 653531           | 2014 QT281               | 7 maggio 2006     | Mount Lemmon Survey          |
| 653532           | 2014 QJ282               | 25 agosto 2014    | Pan-STARRS                   |
| 653533           | 2014 QX282               | 15 maggio 2013    | Pan-STARRS                   |
| 653534           | 2014 QD288               | 25 agosto 2014    | Pan-STARRS                   |
| 653535           | 2014 QS293               | 2 novembre 2010   | Mount Lemmon Survey          |
| 653536           | 2014 QY297               | 20 agosto 2014    | Pan-STARRS                   |
| 653537           | 2014 QF304               | 23 febbraio 2007  | Spacewatch                   |
| 653538           | 2014 QM307               | 29 ottobre 2010   | Mount Lemmon Survey          |
| 653539           | 2014 QK308               | 24 agosto 2014    | Spacewatch                   |
| 653540           | 2014 QX310               | 19 marzo 2013     | Pan-STARRS                   |
| 653541           | 2014 QW316               | 7 luglio 2014     | Pan-STARRS                   |
| 653542           | 2014 QG318               | 3 agosto 2014     | Pan-STARRS                   |
| 653543           | 2014 QS321               | 25 agosto 2014    | Pan-STARRS                   |
| 653544           | 2014 QN325               | 18 marzo 2004     | Spacewatch                   |
| 653545           | 2014 QR326               | 29 ottobre 2010   | Mount Lemmon Survey          |
| 653546           | 2014 QC328               | 25 agosto 2014    | Pan-STARRS                   |
| 653547           | 2014 QW335               | 29 settembre 2003 | Spacewatch                   |
| 653548           | 2014 QZ335               | 25 agosto 2014    | Pan-STARRS                   |
| 653549           | 2014 QE339               | 30 luglio 2005    | NEAT                         |
| 653550           | 2014 QC342               | 16 settembre 2003 | Spacewatch                   |
| 653551           | 2014 QV344               | 26 agosto 2005    | NEAT                         |
| 653552           | 2014 QR345               | 2 luglio 2014     | Pan-STARRS                   |
| 653553           | 2014 QA346               | 4 luglio 2014     | Pan-STARRS                   |
| 653554           | 2014 QC347               | 5 giugno 2014     | Pan-STARRS                   |
| 653555           | 2014 QL350               | 20 agosto 2014    | Pan-STARRS                   |
| 653556           | 2014 QT352               | 17 novembre 2006  | Spacewatch                   |
| 653557           | 2014 QM356               | 22 marzo 2001     | Spacewatch                   |
| 653558           | 2014 QA357               | 29 luglio 2008    | Spacewatch                   |
| 653559           | 2014 QJ358               | 22 ottobre 2003   | SDSS Collaboration           |
| 653560           | 2014 QT358               | 11 febbraio 2004  | Spacewatch                   |
| 653561           | 2014 QA365               | 9 giugno 2011     | M. Schwartz, P. R. Holvorcem |
| 653562           | 2014 QC365               | 30 dicembre 2000  | LINEAR                       |
| 653563           | 2014 QX367               | 25 agosto 2014    | Pan-STARRS                   |
| 653564 Genersich | 2014 QP369               | 18 settembre 2003 | K. Sárneczky, B. Sipőcz      |
| 653565           | 2014 QQ370               | 22 novembre 2006  | Mount Lemmon Survey          |
| 653566           | 2014 QW378               | 16 novembre 2003  | SDSS Collaboration           |
| 653567           | 2014 QT381               | 8 novembre 2010   | Spacewatch                   |
| 653568           | 2014 QY382               | 6 novembre 2005   | Mount Lemmon Survey          |
| 653569           | 2014 QH385               | 30 giugno 2014    | Pan-STARRS                   |
| 653570           | 2014 QG386               | 2 luglio 2013     | Pan-STARRS                   |
| 653571           | 2014 QV388               | 23 luglio 2003    | NEAT                         |
| 653572           | 2014 QA391               | 9 ottobre 2007    | Mount Lemmon Survey          |
| 653573           | 2014 QD393               | 29 settembre 2003 | SDSS Collaboration           |
| 653574           | 2014 QO393               | 30 luglio 2014    | Pan-STARRS                   |
| 653575           | 2014 QK399               | 19 agosto 2014    | Pan-STARRS                   |
| 653576           | 2014 QT401               | 28 agosto 2014    | Pan-STARRS                   |
| 653577           | 2014 QE403               | 28 agosto 2014    | Pan-STARRS                   |
| 653578           | 2014 QY405               | 10 settembre 2010 | Spacewatch                   |
| 653579           | 2014 QS406               | 22 agosto 2014    | Pan-STARRS                   |
| 653580           | 2014 QO408               | 13 dicembre 2006  | Mount Lemmon Survey          |
| 653581           | 2014 QA412               | 25 luglio 2014    | Pan-STARRS                   |
| 653582           | 2014 QX414               | 15 settembre 2006 | Spacewatch                   |
| 653583           | 2014 QW415               | 29 settembre 2003 | Spacewatch                   |
| 653584           | 2014 QF416               | 28 gennaio 2011   | CSS                          |
| 653585           | 2014 QG427               | 28 luglio 2014    | Pan-STARRS                   |
| 653586           | 2014 QF431               | 20 agosto 2014    | Pan-STARRS                   |
| 653587           | 2014 QY431               | 18 ottobre 2003   | Spacewatch                   |
| 653588           | 2014 QS434               | 23 ottobre 2003   | SDSS Collaboration           |
| 653589           | 2014 QW441               | 31 agosto 2010    | Pan-STARRS                   |
| 653590           | 2014 QH442               | 11 febbraio 2013  | M. Schwartz, P. R. Holvorcem |
| 653591           | 2014 QZ442               | 2 ottobre 2006    | Mount Lemmon Survey          |
| 653592           | 2014 QE447               | 29 novembre 2005  | CSS                          |
| 653593           | 2014 QM447               | 22 agosto 2014    | Pan-STARRS                   |
| 653594           | 2014 QO447               | 2 febbraio 2006   | Spacewatch                   |
| 653595           | 2014 QS447               | 25 aprile 2007    | Spacewatch                   |
| 653596           | 2014 QU447               | 25 gennaio 2006   | Spacewatch                   |
| 653597           | 2014 QR448               | 16 marzo 2012     | Mount Lemmon Survey          |
| 653598           | 2014 QW451               | 27 settembre 2006 | Mount Lemmon Survey          |
| 653599           | 2014 QH452               | 27 agosto 2014    | Pan-STARRS                   |
| 653600           | 2014 QK456               | 14 novembre 2001  | Spacewatch                   |

## 653601–653700
| Nome   | Designazione provvisoria | Data di scoperta  | Scopritore                              |
| ------ | ------------------------ | ----------------- | --------------------------------------- |
| 653601 | 2014 QB457               | 18 maggio 2002    | Spacewatch                              |
| 653602 | 2014 QA458               | 21 ottobre 2003   | Spacewatch                              |
| 653603 | 2014 QD461               | 20 agosto 2014    | Pan-STARRS                              |
| 653604 | 2014 QK461               | 6 novembre 2005   | Spacewatch                              |
| 653605 | 2014 QV462               | 1 gennaio 2012    | Mount Lemmon Survey                     |
| 653606 | 2014 QP470               | 28 agosto 2014    | Pan-STARRS                              |
| 653607 | 2014 QE471               | 25 agosto 2014    | L. Elenin                               |
| 653608 | 2014 QL471               | 8 agosto 2005     | Cerro Tololo Obs.                       |
| 653609 | 2014 QF472               | 30 marzo 2004     | Spacewatch                              |
| 653610 | 2014 QH473               | 31 agosto 2014    | Pan-STARRS                              |
| 653611 | 2014 QS473               | 31 agosto 2014    | Pan-STARRS                              |
| 653612 | 2014 QT473               | 31 agosto 2014    | Pan-STARRS                              |
| 653613 | 2014 QJ476               | 6 agosto 2014     | Pan-STARRS                              |
| 653614 | 2014 QW476               | 17 ottobre 2010   | Mount Lemmon Survey                     |
| 653615 | 2014 QV478               | 20 ottobre 2003   | Spacewatch                              |
| 653616 | 2014 QO482               | 30 dicembre 2005  | Spacewatch                              |
| 653617 | 2014 QM483               | 1 ottobre 2010    | Spacewatch                              |
| 653618 | 2014 QE485               | 17 luglio 2004    | Cerro Tololo Obs.                       |
| 653619 | 2014 QC495               | 30 agosto 2014    | Pan-STARRS                              |
| 653620 | 2014 QQ495               | 28 agosto 2014    | Pan-STARRS                              |
| 653621 | 2014 QO496               | 23 agosto 2014    | Pan-STARRS                              |
| 653622 | 2014 QD519               | 31 agosto 2014    | Mount Lemmon Survey                     |
| 653623 | 2014 QA520               | 27 agosto 2014    | Pan-STARRS                              |
| 653624 | 2014 QV527               | 20 agosto 2014    | Pan-STARRS                              |
| 653625 | 2014 QL547               | 25 agosto 2014    | Pan-STARRS                              |
| 653626 | 2014 QY547               | 20 agosto 2014    | Pan-STARRS                              |
| 653627 | 2014 QZ547               | 26 agosto 2014    | Pan-STARRS                              |
| 653628 | 2014 QJ548               | 28 agosto 2014    | Pan-STARRS                              |
| 653629 | 2014 QS566               | 31 agosto 2014    | Pan-STARRS                              |
| 653630 | 2014 QH574               | 30 agosto 2014    | Mount Lemmon Survey                     |
| 653631 | 2014 QE578               | 19 aprile 2013    | Pan-STARRS                              |
| 653632 | 2014 RH                  | 13 agosto 2006    | NEAT                                    |
| 653633 | 2014 RZ                  | 15 ottobre 2004   | LONEOS                                  |
| 653634 | 2014 RB1                 | 24 giugno 2014    | Pan-STARRS                              |
| 653635 | 2014 RE6                 | 11 ottobre 2007   | Spacewatch                              |
| 653636 | 2014 RF8                 | 12 settembre 2001 | Spacewatch                              |
| 653637 | 2014 RM12                | 19 maggio 2007    | T. Brown                                |
| 653638 | 2014 RP20                | 28 luglio 2014    | Pan-STARRS                              |
| 653639 | 2014 RU22                | 11 gennaio 2003   | Spacewatch                              |
| 653640 | 2014 RV22                | 30 luglio 2014    | Pan-STARRS                              |
| 653641 | 2014 RF25                | 24 ottobre 2005   | Osservatorio di Mauna Kea               |
| 653642 | 2014 RQ31                | 18 agosto 2002    | NEAT                                    |
| 653643 | 2014 RQ32                | 30 luglio 2014    | Spacewatch                              |
| 653644 | 2014 RK33                | 24 ottobre 2005   | Osservatorio di Mauna Kea               |
| 653645 | 2014 RD36                | 28 settembre 2006 | Spacewatch                              |
| 653646 | 2014 RL38                | 2 settembre 2005  | NEAT                                    |
| 653647 | 2014 RL39                | 5 novembre 2007   | Spacewatch                              |
| 653648 | 2014 RL40                | 16 settembre 2009 | CSS                                     |
| 653649 | 2014 RD41                | 23 agosto 2014    | Pan-STARRS                              |
| 653650 | 2014 RG41                | 30 novembre 2005  | Spacewatch                              |
| 653651 | 2014 RD43                | 25 agosto 2014    | Pan-STARRS                              |
| 653652 | 2014 RF46                | 10 settembre 2008 | Spacewatch                              |
| 653653 | 2014 RL50                | 11 settembre 2005 | Spacewatch                              |
| 653654 | 2014 RT58                | 27 agosto 2014    | Pan-STARRS                              |
| 653655 | 2014 RH63                | 25 marzo 2007     | Mount Lemmon Survey                     |
| 653656 | 2014 RX64                | 24 gennaio 2007   | Mount Lemmon Survey                     |
| 653657 | 2014 RJ65                | 16 aprile 2013    | CTIO-DECam                              |
| 653658 | 2014 RV66                | 9 novembre 2009   | Mount Lemmon Survey                     |
| 653659 | 2014 RM71                | 1 settembre 2014  | Mount Lemmon Survey                     |
| 653660 | 2014 RY76                | 2 settembre 2014  | Mount Lemmon Survey                     |
| 653661 | 2014 RE82                | 14 ottobre 2010   | Mount Lemmon Survey                     |
| 653662 | 2014 RP84                | 2 settembre 2014  | Pan-STARRS                              |
| 653663 | 2014 SY3                 | 26 settembre 2006 | Mount Lemmon Survey                     |
| 653664 | 2014 SO4                 | 28 agosto 2014    | Pan-STARRS                              |
| 653665 | 2014 SH8                 | 2 settembre 2010  | Mount Lemmon Survey                     |
| 653666 | 2014 SE15                | 20 agosto 2014    | Pan-STARRS                              |
| 653667 | 2014 SV15                | 27 febbraio 2012  | Osservatorio del Roque de los Muchachos |
| 653668 | 2014 SB16                | 10 maggio 2005    | Mount Lemmon Survey                     |
| 653669 | 2014 SA20                | 22 ottobre 2009   | Mount Lemmon Survey                     |
| 653670 | 2014 SD42                | 7 luglio 2014     | Pan-STARRS                              |
| 653671 | 2014 SZ69                | 20 agosto 2014    | Pan-STARRS                              |
| 653672 | 2014 ST76                | 15 marzo 2007     | Spacewatch                              |
| 653673 | 2014 SL86                | 18 settembre 2014 | Pan-STARRS                              |
| 653674 | 2014 SG87                | 15 dicembre 2006  | Spacewatch                              |
| 653675 | 2014 SP93                | 11 ottobre 2010   | Mount Lemmon Survey                     |
| 653676 | 2014 SC101               | 30 novembre 2010  | Mount Lemmon Survey                     |
| 653677 | 2014 ST104               | 8 marzo 2008      | Mount Lemmon Survey                     |
| 653678 | 2014 SA114               | 18 settembre 2014 | Pan-STARRS                              |
| 653679 | 2014 SF114               | 10 ottobre 2005   | Spacewatch                              |
| 653680 | 2014 SE116               | 14 novembre 2010  | Spacewatch                              |
| 653681 | 2014 SQ117               | 18 settembre 2014 | Pan-STARRS                              |
| 653682 | 2014 SC120               | 19 agosto 2001    | Cerro Tololo Obs.                       |
| 653683 | 2014 SS122               | 27 agosto 2014    | Pan-STARRS                              |
| 653684 | 2014 SF127               | 2 settembre 2014  | Pan-STARRS                              |
| 653685 | 2014 SC129               | 13 ottobre 2010   | Spacewatch                              |
| 653686 | 2014 SC135               | 28 marzo 2012     | Pan-STARRS                              |
| 653687 | 2014 SO137               | 10 aprile 2013    | Mount Lemmon Survey                     |
| 653688 | 2014 SQ140               | 31 marzo 2008     | Mount Lemmon Survey                     |
| 653689 | 2014 SZ147               | 8 ottobre 2007    | Mount Lemmon Survey                     |
| 653690 | 2014 SF150               | 31 luglio 2014    | Pan-STARRS                              |
| 653691 | 2014 SV152               | 8 novembre 2010   | Spacewatch                              |
| 653692 | 2014 SF157               | 25 ottobre 2005   | Spacewatch                              |
| 653693 | 2014 SM157               | 28 agosto 2014    | Pan-STARRS                              |
| 653694 | 2014 SB158               | 12 novembre 2010  | Mount Lemmon Survey                     |
| 653695 | 2014 ST159               | 19 settembre 2014 | Pan-STARRS                              |
| 653696 | 2014 SS163               | 31 agosto 2005    | Spacewatch                              |
| 653697 | 2014 SE170               | 18 gennaio 2012   | Mount Lemmon Survey                     |
| 653698 | 2014 SR170               | 3 settembre 2014  | CSS                                     |
| 653699 | 2014 SR181               | 27 agosto 2014    | Pan-STARRS                              |
| 653700 | 2014 SH183               | 20 agosto 2014    | Pan-STARRS                              |

## 653701–653800
| Nome   | Designazione provvisoria | Data di scoperta  | Scopritore                |
| ------ | ------------------------ | ----------------- | ------------------------- |
| 653701 | 2014 SA188               | 27 agosto 2014    | Pan-STARRS                |
| 653702 | 2014 ST190               | 29 agosto 2005    | Spacewatch                |
| 653703 | 2014 SP191               | 20 settembre 2014 | Pan-STARRS                |
| 653704 | 2014 SK193               | 3 settembre 2010  | Mount Lemmon Survey       |
| 653705 | 2014 SN200               | 1 novembre 2006   | Mount Lemmon Survey       |
| 653706 | 2014 SP202               | 20 settembre 2014 | Pan-STARRS                |
| 653707 | 2014 SJ203               | 16 novembre 2006  | Mount Lemmon Survey       |
| 653708 | 2014 SK204               | 31 luglio 2014    | Pan-STARRS                |
| 653709 | 2014 SR208               | 23 ottobre 2001   | NEAT                      |
| 653710 | 2014 SA212               | 31 agosto 2014    | Pan-STARRS                |
| 653711 | 2014 SZ213               | 4 settembre 2014  | Pan-STARRS                |
| 653712 | 2014 SV216               | 11 gennaio 2011   | Mount Lemmon Survey       |
| 653713 | 2014 SJ219               | 4 settembre 2014  | Pan-STARRS                |
| 653714 | 2014 SO222               | 12 aprile 2004    | Spacewatch                |
| 653715 | 2014 SX223               | 31 marzo 2008     | Spacewatch                |
| 653716 | 2014 SR229               | 27 agosto 2014    | Pan-STARRS                |
| 653717 | 2014 SZ230               | 19 settembre 2014 | Pan-STARRS                |
| 653718 | 2014 SH236               | 20 settembre 2014 | Pan-STARRS                |
| 653719 | 2014 SN239               | 10 settembre 2010 | Mount Lemmon Survey       |
| 653720 | 2014 SJ241               | 23 agosto 2014    | Pan-STARRS                |
| 653721 | 2014 SK244               | 31 luglio 2014    | Pan-STARRS                |
| 653722 | 2014 SZ245               | 16 febbraio 2012  | Pan-STARRS                |
| 653723 | 2014 SK253               | 20 settembre 2006 | CSS                       |
| 653724 | 2014 SU253               | 10 settembre 2005 | R. A. Tucker              |
| 653725 | 2014 SK254               | 17 gennaio 2007   | Spacewatch                |
| 653726 | 2014 SE262               | 10 marzo 2011     | Spacewatch                |
| 653727 | 2014 SB266               | 13 settembre 2014 | Pan-STARRS                |
| 653728 | 2014 SE270               | 15 aprile 2010    | Mount Lemmon Survey       |
| 653729 | 2014 SF277               | 2 settembre 2014  | Spacewatch                |
| 653730 | 2014 SO282               | 29 luglio 2005    | NEAT                      |
| 653731 | 2014 SB286               | 10 gennaio 2003   | Spacewatch                |
| 653732 | 2014 SO286               | 14 settembre 2014 | Pan-STARRS                |
| 653733 | 2014 SW290               | 6 novembre 2008   | Mount Lemmon Survey       |
| 653734 | 2014 SR292               | 2 settembre 2014  | Pan-STARRS                |
| 653735 | 2014 SN306               | 28 settembre 2006 | Spacewatch                |
| 653736 | 2014 SX311               | 19 settembre 2006 | CSS                       |
| 653737 | 2014 SU314               | 30 agosto 2005    | Spacewatch                |
| 653738 | 2014 SF317               | 12 dicembre 2006  | Mount Lemmon Survey       |
| 653739 | 2014 SR317               | 19 marzo 2013     | Pan-STARRS                |
| 653740 | 2014 SP327               | 26 settembre 2014 | Spacewatch                |
| 653741 | 2014 SQ328               | 26 settembre 2014 | CSS                       |
| 653742 | 2014 SL329               | 23 ottobre 2006   | CSS                       |
| 653743 | 2014 SX330               | 19 settembre 2014 | Pan-STARRS                |
| 653744 | 2014 SS343               | 26 febbraio 2012  | Spacewatch                |
| 653745 | 2014 SQ352               | 20 settembre 2014 | Pan-STARRS                |
| 653746 | 2014 SW352               | 23 settembre 2014 | Mount Lemmon Survey       |
| 653747 | 2014 SY352               | 3 agosto 2000     | Spacewatch                |
| 653748 | 2014 SX353               | 20 settembre 2014 | Mount Lemmon Survey       |
| 653749 | 2014 SC357               | 18 settembre 2014 | Pan-STARRS                |
| 653750 | 2014 SB358               | 19 settembre 2014 | Pan-STARRS                |
| 653751 | 2014 SP358               | 3 novembre 2010   | Spacewatch                |
| 653752 | 2014 SD360               | 31 ottobre 2010   | Mount Lemmon Survey       |
| 653753 | 2014 SR360               | 14 novembre 2010  | Spacewatch                |
| 653754 | 2014 SL380               | 18 settembre 2014 | Pan-STARRS                |
| 653755 | 2014 SW393               | 20 settembre 2014 | Pan-STARRS                |
| 653756 | 2014 SF405               | 19 settembre 2014 | Pan-STARRS                |
| 653757 | 2014 SJ405               | 18 settembre 2014 | Pan-STARRS                |
| 653758 | 2014 TU2                 | 1 ottobre 2014    | CSS                       |
| 653759 | 2014 TE5                 | 26 aprile 2004    | Osservatorio di Mauna Kea |
| 653760 | 2014 TX9                 | 25 agosto 2014    | Pan-STARRS                |
| 653761 | 2014 TY13                | 5 ottobre 2005    | Mount Lemmon Survey       |
| 653762 | 2014 TL16                | 26 ottobre 2005   | Spacewatch                |
| 653763 | 2014 TO18                | 25 agosto 2014    | Pan-STARRS                |
| 653764 | 2014 TG19                | 14 ottobre 2001   | Spacewatch                |
| 653765 | 2014 TD21                | 31 marzo 2008     | Mount Lemmon Survey       |
| 653766 | 2014 TR22                | 26 ottobre 2005   | Spacewatch                |
| 653767 | 2014 TL23                | 2 settembre 2014  | Pan-STARRS                |
| 653768 | 2014 TQ23                | 23 settembre 2014 | Mount Lemmon Survey       |
| 653769 | 2014 TB27                | 22 settembre 2014 | Spacewatch                |
| 653770 | 2014 TR31                | 8 marzo 2008      | Mount Lemmon Survey       |
| 653771 | 2014 TO34                | 8 febbraio 2002   | Spacewatch                |
| 653772 | 2014 TC37                | 31 agosto 2014    | Pan-STARRS                |
| 653773 | 2014 TF38                | 1 ottobre 2014    | Pan-STARRS                |
| 653774 | 2014 TQ39                | 12 ottobre 2014   | CSS                       |
| 653775 | 2014 TP40                | 20 ottobre 2007   | Mount Lemmon Survey       |
| 653776 | 2014 TM44                | 2 ottobre 2014    | Pan-STARRS                |
| 653777 | 2014 TY47                | 13 dicembre 2010  | Mount Lemmon Survey       |
| 653778 | 2014 TT49                | 1 novembre 2005   | Spacewatch                |
| 653779 | 2014 TZ49                | 22 aprile 2007    | Mount Lemmon Survey       |
| 653780 | 2014 TB52                | 24 ottobre 2011   | Pan-STARRS                |
| 653781 | 2014 TF54                | 14 ottobre 2014   | Spacewatch                |
| 653782 | 2014 TN60                | 13 luglio 2013    | Pan-STARRS                |
| 653783 | 2014 TM61                | 26 febbraio 2008  | Mount Lemmon Survey       |
| 653784 | 2014 TQ61                | 25 settembre 2014 | Spacewatch                |
| 653785 | 2014 TU61                | 25 settembre 2014 | Spacewatch                |
| 653786 | 2014 TZ61                | 17 gennaio 2007   | Spacewatch                |
| 653787 | 2014 TK62                | 13 settembre 2005 | Spacewatch                |
| 653788 | 2014 TK65                | 21 ottobre 2007   | Mount Lemmon Survey       |
| 653789 | 2014 TB68                | 17 ottobre 2010   | Mount Lemmon Survey       |
| 653790 | 2014 TS74                | 16 agosto 2009    | Spacewatch                |
| 653791 | 2014 TF79                | 14 ottobre 2014   | Mount Lemmon Survey       |
| 653792 | 2014 TK85                | 21 novembre 2003  | NEAT                      |
| 653793 | 2014 TM85                | 30 ottobre 2010   | Spacewatch                |
| 653794 | 2014 TG87                | 3 ottobre 2014    | Mount Lemmon Survey       |
| 653795 | 2014 TY87                | 2 ottobre 2014    | Pan-STARRS                |
| 653796 | 2014 TH88                | 3 novembre 2010   | Mount Lemmon Survey       |
| 653797 | 2014 TL91                | 12 aprile 2013    | Pan-STARRS                |
| 653798 | 2014 TO94                | 2 dicembre 2010   | Mount Lemmon Survey       |
| 653799 | 2014 TT94                | 15 maggio 2013    | Pan-STARRS                |
| 653800 | 2014 TE100               | 14 ottobre 2014   | Mount Lemmon Survey       |

## 653801–653900
| Nome   | Designazione provvisoria | Data di scoperta  | Scopritore                 |
| ------ | ------------------------ | ----------------- | -------------------------- |
| 653801 | 2014 TZ100               | 12 dicembre 2015  | Pan-STARRS                 |
| 653802 | 2014 TG103               | 2 ottobre 2014    | Pan-STARRS                 |
| 653803 | 2014 TW103               | 2 aprile 2006     | Spacewatch                 |
| 653804 | 2014 TV105               | 1 ottobre 2014    | Pan-STARRS                 |
| 653805 | 2014 TJ111               | 5 ottobre 2014    | Spacewatch                 |
| 653806 | 2014 TH119               | 2 novembre 2010   | Mount Lemmon Survey        |
| 653807 | 2014 UK                  | 13 dicembre 2001  | LINEAR                     |
| 653808 | 2014 UN3                 | 17 ottobre 2014   | Mount Lemmon Survey        |
| 653809 | 2014 UR3                 | 11 settembre 2010 | Mount Lemmon Survey        |
| 653810 | 2014 UT10                | 16 ottobre 2014   | Mount Lemmon Survey        |
| 653811 | 2014 UF12                | 3 ottobre 2014    | Mount Lemmon Survey        |
| 653812 | 2014 UF17                | 13 gennaio 2011   | Spacewatch                 |
| 653813 | 2014 UE20                | 18 ottobre 2014   | Mount Lemmon Survey        |
| 653814 | 2014 UD21                | 29 settembre 2005 | Mount Lemmon Survey        |
| 653815 | 2014 UE27                | 29 ottobre 2010   | Mount Lemmon Survey        |
| 653816 | 2014 UY30                | 1 settembre 2005  | Spacewatch                 |
| 653817 | 2014 UQ38                | 2 ottobre 2005    | Mount Lemmon Survey        |
| 653818 | 2014 UL40                | 18 ottobre 2014   | Mount Lemmon Survey        |
| 653819 | 2014 UJ47                | 21 ottobre 2014   | Spacewatch                 |
| 653820 | 2014 UW47                | 19 novembre 2001  | LINEAR                     |
| 653821 | 2014 UR49                | 21 ottobre 2014   | Spacewatch                 |
| 653822 | 2014 UT50                | 21 ottobre 2014   | Spacewatch                 |
| 653823 | 2014 UG52                | 14 settembre 2014 | CSS                        |
| 653824 | 2014 UF58                | 2 settembre 2014  | Pan-STARRS                 |
| 653825 | 2014 UB62                | 31 agosto 2014    | Pan-STARRS                 |
| 653826 | 2014 UM63                | 5 ottobre 2014    | Mount Lemmon Survey        |
| 653827 | 2014 UU64                | 23 marzo 2012     | Mount Lemmon Survey        |
| 653828 | 2014 UJ68                | 16 novembre 2006  | Osservatorio Lulin         |
| 653829 | 2014 UC70                | 21 ottobre 2014   | Mount Lemmon Survey        |
| 653830 | 2014 UK76                | 21 ottobre 2014   | Mount Lemmon Survey        |
| 653831 | 2014 UE82                | 19 ottobre 1998   | Spacewatch                 |
| 653832 | 2014 UH83                | 3 ottobre 2014    | Mount Lemmon Survey        |
| 653833 | 2014 UX83                | 14 gennaio 2011   | Mount Lemmon Survey        |
| 653834 | 2014 UM89                | 24 settembre 2014 | Spacewatch                 |
| 653835 | 2014 UB91                | 13 marzo 2012     | Mount Lemmon Survey        |
| 653836 | 2014 UJ92                | 14 ottobre 2014   | Spacewatch                 |
| 653837 | 2014 UW93                | 24 gennaio 2003   | A. Boattini, O. R. Hainaut |
| 653838 | 2014 UM94                | 22 ottobre 2014   | Mount Lemmon Survey        |
| 653839 | 2014 UB95                | 28 ottobre 1997   | Spacewatch                 |
| 653840 | 2014 UH100               | 18 settembre 2001 | SDSS Collaboration         |
| 653841 | 2014 UM101               | 24 ottobre 2014   | Spacewatch                 |
| 653842 | 2014 UH110               | 25 settembre 2014 | Spacewatch                 |
| 653843 | 2014 UC111               | 2 novembre 2010   | Mount Lemmon Survey        |
| 653844 | 2014 UU113               | 23 marzo 2003     | Spacewatch                 |
| 653845 | 2014 UK120               | 7 aprile 2008     | Mount Lemmon Survey        |
| 653846 | 2014 UV120               | 25 novembre 2005  | Spacewatch                 |
| 653847 | 2014 UV124               | 16 luglio 2005    | Spacewatch                 |
| 653848 | 2014 UW125               | 1 novembre 2005   | LONEOS                     |
| 653849 | 2014 UD126               | 6 aprile 2008     | Mount Lemmon Survey        |
| 653850 | 2014 UJ127               | 14 ottobre 2014   | Spacewatch                 |
| 653851 | 2014 UM133               | 25 ottobre 2005   | Spacewatch                 |
| 653852 | 2014 UV136               | 18 settembre 2001 | SDSS Collaboration         |
| 653853 | 2014 UU138               | 17 ottobre 2014   | Spacewatch                 |
| 653854 | 2014 US139               | 3 settembre 2000  | SDSS Collaboration         |
| 653855 | 2014 UV140               | 16 marzo 2012     | Spacewatch                 |
| 653856 | 2014 UU142               | 25 dicembre 2010  | Mount Lemmon Survey        |
| 653857 | 2014 UV143               | 1 febbraio 2003   | SDSS Collaboration         |
| 653858 | 2014 UW149               | 21 ottobre 2014   | Spacewatch                 |
| 653859 | 2014 UH150               | 15 maggio 2013    | Spacewatch                 |
| 653860 | 2014 UL150               | 9 febbraio 2006   | NEAT                       |
| 653861 | 2014 UQ151               | 5 gennaio 2011    | Mount Lemmon Survey        |
| 653862 | 2014 UM153               | 2 ottobre 2014    | Pan-STARRS                 |
| 653863 | 2014 UF156               | 1 ottobre 2005    | Mount Lemmon Survey        |
| 653864 | 2014 UZ157               | 16 novembre 2009  | Mount Lemmon Survey        |
| 653865 | 2014 UX158               | 21 dicembre 2005  | Spacewatch                 |
| 653866 | 2014 UO159               | 25 ottobre 2014   | Pan-STARRS                 |
| 653867 | 2014 UZ159               | 25 ottobre 2014   | Pan-STARRS                 |
| 653868 | 2014 UP162               | 31 marzo 2012     | Mount Lemmon Survey        |
| 653869 | 2014 UC169               | 29 settembre 2008 | Spacewatch                 |
| 653870 | 2014 UA174               | 11 marzo 2005     | Mount Lemmon Survey        |
| 653871 | 2014 UD174               | 31 agosto 2005    | Spacewatch                 |
| 653872 | 2014 UZ178               | 8 novembre 2010   | Spacewatch                 |
| 653873 | 2014 UM180               | 26 settembre 2014 | Spacewatch                 |
| 653874 | 2014 UD182               | 14 ottobre 2014   | Spacewatch                 |
| 653875 | 2014 UK183               | 31 agosto 2014    | Pan-STARRS                 |
| 653876 | 2014 UG187               | 13 ottobre 2014   | Spacewatch                 |
| 653877 | 2014 UO188               | 17 gennaio 2007   | Mount Lemmon Survey        |
| 653878 | 2014 US188               | 25 ottobre 2005   | Spacewatch                 |
| 653879 | 2014 US189               | 4 novembre 2005   | Spacewatch                 |
| 653880 | 2014 UL194               | 11 marzo 2007     | Mount Lemmon Survey        |
| 653881 | 2014 UJ201               | 2 ottobre 2014    | Pan-STARRS                 |
| 653882 | 2014 UL207               | 6 ottobre 2005    | Spacewatch                 |
| 653883 | 2014 UZ210               | 23 agosto 2001    | Spacewatch                 |
| 653884 | 2014 UQ214               | 29 settembre 2003 | Spacewatch                 |
| 653885 | 2014 UN219               | 22 aprile 2004    | SSS                        |
| 653886 | 2014 UY222               | 1 luglio 2013     | Pan-STARRS                 |
| 653887 | 2014 UT227               | 9 ottobre 2008    | Mount Lemmon Survey        |
| 653888 | 2014 UU227               | 10 febbraio 2008  | Mount Lemmon Survey        |
| 653889 | 2014 UQ231               | 20 ottobre 2014   | Mount Lemmon Survey        |
| 653890 | 2014 UK233               | 29 ottobre 2014   | Pan-STARRS                 |
| 653891 | 2014 US233               | 19 agosto 2009    | Spacewatch                 |
| 653892 | 2014 UR234               | 28 aprile 2003    | Spacewatch                 |
| 653893 | 2014 UQ235               | 13 novembre 2010  | Mount Lemmon Survey        |
| 653894 | 2014 UP236               | 26 ottobre 2014   | Mount Lemmon Survey        |
| 653895 | 2014 UG237               | 27 ottobre 2014   | Pan-STARRS                 |
| 653896 | 2014 UR238               | 28 ottobre 2014   | Pan-STARRS                 |
| 653897 | 2014 UT238               | 28 ottobre 2014   | Pan-STARRS                 |
| 653898 | 2014 UE239               | 29 ottobre 2014   | Spacewatch                 |
| 653899 | 2014 US239               | 4 dicembre 2010   | Mount Lemmon Survey        |
| 653900 | 2014 UE247               | 18 ottobre 2014   | Mount Lemmon Survey        |

## 653901–654000
| Nome   | Designazione provvisoria | Data di scoperta  | Scopritore          |
| ------ | ------------------------ | ----------------- | ------------------- |
| 653901 | 2014 UP258               | 21 ottobre 2014   | Spacewatch          |
| 653902 | 2014 UQ258               | 30 ottobre 2014   | Pan-STARRS          |
| 653903 | 2014 UT273               | 17 ottobre 2014   | Mount Lemmon Survey |
| 653904 | 2014 VV7                 | 12 ottobre 2005   | Spacewatch          |
| 653905 | 2014 VY8                 | 11 novembre 2007  | Mount Lemmon Survey |
| 653906 | 2014 VW9                 | 12 ottobre 2007   | Spacewatch          |
| 653907 | 2014 VF16                | 14 novembre 2014  | Spacewatch          |
| 653908 | 2014 VN16                | 16 ottobre 2014   | Spacewatch          |
| 653909 | 2014 VE17                | 29 ottobre 2014   | CSS                 |
| 653910 | 2014 VP18                | 23 marzo 2003     | Spacewatch          |
| 653911 | 2014 VB20                | 12 novembre 2014  | Pan-STARRS          |
| 653912 | 2014 VD24                | 12 novembre 2014  | Pan-STARRS          |
| 653913 | 2014 VR27                | 26 novembre 2010  | Mount Lemmon Survey |
| 653914 | 2014 VE30                | 17 febbraio 2007  | Spacewatch          |
| 653915 | 2014 VT35                | 15 novembre 2014  | Mount Lemmon Survey |
| 653916 | 2014 VO37                | 5 novembre 2010   | Mount Lemmon Survey |
| 653917 | 2014 VL38                | 10 novembre 2014  | Pan-STARRS          |
| 653918 | 2014 VZ41                | 1 novembre 2014   | Mount Lemmon Survey |
| 653919 | 2014 VX43                | 13 novembre 2014  | Spacewatch          |
| 653920 | 2014 WE                  | 19 giugno 2009    | Spacewatch          |
| 653921 | 2014 WM1                 | 16 novembre 2014  | Mount Lemmon Survey |
| 653922 | 2014 WL2                 | 5 febbraio 2011   | Mount Lemmon Survey |
| 653923 | 2014 WM9                 | 14 ottobre 2014   | Spacewatch          |
| 653924 | 2014 WK10                | 28 ottobre 2014   | Pan-STARRS          |
| 653925 | 2014 WN13                | 22 settembre 2001 | LINEAR              |
| 653926 | 2014 WR14                | 16 novembre 2014  | Mount Lemmon Survey |
| 653927 | 2014 WK18                | 4 novembre 2014   | Mount Lemmon Survey |
| 653928 | 2014 WG22                | 17 novembre 2014  | Mount Lemmon Survey |
| 653929 | 2014 WL22                | 31 marzo 2012     | Spacewatch          |
| 653930 | 2014 WO22                | 12 maggio 2002    | NEAT                |
| 653931 | 2014 WB23                | 25 ottobre 2014   | Pan-STARRS          |
| 653932 | 2014 WL24                | 16 novembre 2006  | Spacewatch          |
| 653933 | 2014 WE26                | 22 agosto 1995    | Spacewatch          |
| 653934 | 2014 WH27                | 13 aprile 2004    | Spacewatch          |
| 653935 | 2014 WK28                | 25 ottobre 2005   | Mount Lemmon Survey |
| 653936 | 2014 WL29                | 24 maggio 2000    | Spacewatch          |
| 653937 | 2014 WX34                | 9 dicembre 2010   | Spacewatch          |
| 653938 | 2014 WW35                | 17 novembre 2014  | Pan-STARRS          |
| 653939 | 2014 WO37                | 16 ottobre 2014   | Spacewatch          |
| 653940 | 2014 WF39                | 26 ottobre 2014   | Mount Lemmon Survey |
| 653941 | 2014 WX42                | 25 ottobre 2014   | Pan-STARRS          |
| 653942 | 2014 WR52                | 4 novembre 2014   | Mount Lemmon Survey |
| 653943 | 2014 WB55                | 17 gennaio 2007   | Spacewatch          |
| 653944 | 2014 WM58                | 30 settembre 2010 | Mount Lemmon Survey |
| 653945 | 2014 WK60                | 5 dicembre 2010   | Spacewatch          |
| 653946 | 2014 WA61                | 11 gennaio 2011   | CSS                 |
| 653947 | 2014 WT61                | 17 novembre 2014  | Mount Lemmon Survey |
| 653948 | 2014 WE64                | 28 ottobre 2014   | Pan-STARRS          |
| 653949 | 2014 WZ66                | 10 gennaio 2007   | Spacewatch          |
| 653950 | 2014 WZ73                | 22 ottobre 2014   | Mount Lemmon Survey |
| 653951 | 2014 WO81                | 29 ottobre 2005   | Spacewatch          |
| 653952 | 2014 WW85                | 17 novembre 2014  | Mount Lemmon Survey |
| 653953 | 2014 WL89                | 27 ottobre 2005   | Spacewatch          |
| 653954 | 2014 WC97                | 15 luglio 2013    | Pan-STARRS          |
| 653955 | 2014 WN97                | 16 agosto 2009    | Spacewatch          |
| 653956 | 2014 WL99                | 5 luglio 2008     | W. Bickel           |
| 653957 | 2014 WA101               | 17 novembre 2014  | Mount Lemmon Survey |
| 653958 | 2014 WL102               | 24 marzo 2006     | Spacewatch          |
| 653959 | 2014 WY103               | 8 febbraio 2002   | Spacewatch          |
| 653960 | 2014 WF105               | 4 ottobre 2014    | Spacewatch          |
| 653961 | 2014 WU105               | 12 marzo 2008     | Mount Lemmon Survey |
| 653962 | 2014 WD111               | 26 agosto 2005    | NEAT                |
| 653963 | 2014 WF113               | 2 settembre 2014  | Pan-STARRS          |
| 653964 | 2014 WL114               | 31 luglio 2005    | NEAT                |
| 653965 | 2014 WO114               | 25 gennaio 2012   | Pan-STARRS          |
| 653966 | 2014 WY114               | 28 ottobre 2014   | Pan-STARRS          |
| 653967 | 2014 WN116               | 31 agosto 2005    | Spacewatch          |
| 653968 | 2014 WT124               | 4 novembre 2014   | Mount Lemmon Survey |
| 653969 | 2014 WN127               | 24 agosto 2003    | Cerro Tololo Obs.   |
| 653970 | 2014 WL128               | 11 agosto 2004    | NEAT                |
| 653971 | 2014 WJ136               | 17 novembre 2014  | Pan-STARRS          |
| 653972 | 2014 WR137               | 1 novembre 2005   | Spacewatch          |
| 653973 | 2014 WX137               | 27 ottobre 2003   | Spacewatch          |
| 653974 | 2014 WJ139               | 11 gennaio 2008   | Spacewatch          |
| 653975 | 2014 WH146               | 25 agosto 2005    | NEAT                |
| 653976 | 2014 WK146               | 1 ottobre 2005    | Spacewatch          |
| 653977 | 2014 WJ147               | 12 novembre 2006  | Mount Lemmon Survey |
| 653978 | 2014 WW156               | 1 novembre 2014   | Spacewatch          |
| 653979 | 2014 WJ160               | 8 ottobre 2008    | Spacewatch          |
| 653980 | 2014 WT160               | 14 agosto 2001    | NEAT                |
| 653981 | 2014 WF162               | 26 ottobre 2014   | Mount Lemmon Survey |
| 653982 | 2014 WV165               | 17 novembre 2006  | Mount Lemmon Survey |
| 653983 | 2014 WZ165               | 11 novembre 2006  | Spacewatch          |
| 653984 | 2014 WW168               | 29 ottobre 2014   | Pan-STARRS          |
| 653985 | 2014 WU169               | 25 agosto 2014    | Pan-STARRS          |
| 653986 | 2014 WS171               | 13 dicembre 2010  | Mount Lemmon Survey |
| 653987 | 2014 WU172               | 16 settembre 2009 | CSS                 |
| 653988 | 2014 WZ172               | 26 agosto 2014    | Pan-STARRS          |
| 653989 | 2014 WV179               | 5 marzo 2008      | Spacewatch          |
| 653990 | 2014 WW190               | 25 dicembre 2010  | Spacewatch          |
| 653991 | 2014 WC196               | 1 novembre 2014   | Mount Lemmon Survey |
| 653992 | 2014 WH205               | 17 novembre 2014  | Spacewatch          |
| 653993 | 2014 WE209               | 17 novembre 2014  | Pan-STARRS          |
| 653994 | 2014 WM210               | 1 dicembre 2010   | Mount Lemmon Survey |
| 653995 | 2014 WN213               | 18 novembre 2014  | Spacewatch          |
| 653996 | 2014 WQ215               | 30 agosto 2014    | Pan-STARRS          |
| 653997 | 2014 WV215               | 29 ottobre 2014   | Pan-STARRS          |
| 653998 | 2014 WA219               | 14 settembre 2007 | Mount Lemmon Survey |
| 653999 | 2014 WG219               | 17 novembre 2014  | Mount Lemmon Survey |
| 654000 | 2014 WT219               | 17 novembre 2014  | Mount Lemmon Survey |